# Creed Brothers
Creed Brothers são uma dupla de luta profissional americana composta pelos irmãos Brutus Creed (Drew Kasper; nascido em 13 de maio de 1996) e Julius Creed (Jacob Kasper; nascido em 3 de outubro de 1994). Os Creed Brothers estão atualmente trabalhando para a promoção de wrestling profissional WWE, onde atuam na marca Raw e são membros do Diamond Mine.

## Juventude e luta livre amadora
Os irmãos Kasper nasceram em Lexington, Ohio. Eles freqüentaram a Escola Secundária de Lexington, onde ambos competiram na luta livre amadora.
Jacob Kasper frequentou a Universidade Duke em Durham, Carolina do Norte, onde estudou sociologia, graduando-se em 2018. Durante seu tempo na Universidade Duke, ele participou de luta livre universitária pelo Duke Blue Devils. Ele foi duas vezes All-American da Associação Atlética Universitária Nacional (NCAA) e três vezes All-American Academic da NCAA, e venceu o Campeonato de Pesos Pesados da Atlantic Coast Conference de 2018. Ele estabeleceu um recorde do Blue Devils para o maior número de vitórias em uma única temporada e ficou em segundo lugar em vitórias gerais na carreira. Ele participou das seletivas olímpicas de 2016 nas categorias greco-romana e estilo livre, ficando em quinto lugar. Em 2017, ele treinou com o MMA Daniel Cormier para ajudar Cormier a se preparar para sua luta contra Jon Jones no UFC 214. Em 2018, ele começou a trabalhar para a Universidade Duke como treinador assistente de luta livre.
Drew Kasper frequentou a Universidade Otterbein em Westerville, Ohio, onde se formou em ciências do exercício, graduando-se em 2020. Durante seu tempo na Universidade Otterbein, ele competiu em luta livre universitária pelos Otterbein Cardinals, com um recorde geral de 108-13. Ele foi duas vezes All-American da Divisão III da NCAA. Em seu último ano, Kasper teve um recorde perfeito de 30-0 e foi classificado como número um nos Estados Unidos, mas não competiu nos campeonatos da NCAA de 2020 devido ao seu cancelamento como resultado da pandemia de COVID-19.

## Carreira na luta livre profissional

### WWE (2020–presente)

#### NXT (2020–2023)
Em outubro de 2020, Jacob Kasper foi contratado pela WWE depois de ser observado por Gerald Brisco no NCAA Division I Wrestling Championships de 2018 e participar de um teste em junho. Em fevereiro de 2021, Drew Kasper assinou um contrato de três anos com a WWE depois de participar de um teste por insistência de seu irmão. Ambos os homens foram designados para treinamento no WWE Performance Center em Orlando, Flórida. Em junho de 2021, Drew e Jacob Kasper foram renomeados respectivamente como "Brutus Creed" e "Julius Creed". Em agosto de 2021, os Creed Brothers apareceram no NXT como membros da stable Diamond Mine de Roderick Strong, estabelecendo-se como vilões no processo. Eles fizeram sua estreia no ringue em 24 de agosto de 2021, nas gravações do NXT (com a partida indo ao ar em 7 de setembro de 2021), derrotando Chuckie Viola e Paxton Averill em um squash.
Em 15 de fevereiro de 2022, no NXT Vengeance Day, os Creed Brothers derrotaram MSK para vencer o Dusty Rhodes Tag Team Classic Masculino. Em 4 de junho de 2022 no NXT In Your House eles derrotaram Pretty Deadly para ganhar o Campeonato de Duplas do NXT. No Worlds Collide em 4 de setembro de 2022, os Creed Brothers perderam o Campeonato de Duplas do NXT para Pretty Deadly depois que Damon Kemp, um membro da Diamond Mine, se voltou contra os Creed Brothers, custando-lhes a partida. Em julho de 2023, os Creed Brothers perderam para o Dyad em uma partida "Loser Leaves NXT"; eles foram reintegrados no mês seguinte após derrotar o Dyad em uma luta na jaula.
Os Creed Brothers, junto com sua colega de Diamond Mine, Ivy Nile, fizeram sua estreia no elenco principal no episódio do Raw de 30 de outubro de 2023, derrotando Alpha Academy. No Halloween Havoc do dia seguinte, eles derrotaram Angel Garza e Humberto Carrillo em uma "Tables, Ladders, and Scares match" em sua partida final pelo NXT.

#### Raw (2023–presente)
No episódio do Raw de 6 de novembro de 2023, os Creed Brothers (e Ivy Nile) juntaram-se formalmente à marca Raw. No episódio de 27 de novembro do Raw, The Creed Brothers venceram uma luta de duplas turmoil por uma oportunidade pelo Campeonato Indiscutível de Duplas da WWE.

## Estilo e personalidade de luta profissional
Creed Brothers lutam em um estilo baseado no poder, incorporando "slams, suplexes e colisões". Seus movimentos finais incluem um clothesline/sliding lariat. Seu estilo atraiu comparações tanto com os Road Warriors quanto com os Steiner Brothers. Refletindo suas origens no wrestling amador, os Creed Brothers se apresentam usando camisetas e tênis de luta livre. Brutus Creed foi descrito pela WWE em 2021 como possuindo "uma natureza implacável", enquanto Julius Creed foi descrito pela WWE como possuindo "agressividade incontrolável e uma natureza sádica absoluta".